# 北海道道106号稚内天塩線
北海道道106号稚内天塩線（ほっかいどうどう106ごう わっかないてしおせん）は、北海道稚内市から天塩郡天塩町に至る道道（主要地方道）である。

## 概要
北海道小樽市から稚内市までの日本海側の海岸線ルートである「日本海オロロンライン」の最北端区間に位置し、稚内 - 天塩間の延長約68 km区間の北海道道の路線である 。大半の区間を日本海に沿って走り、サロベツ原野の中を一直線に進む。風力発電の風車が並ぶほかは人家や電柱などの人工物がほとんどなく、直線主体の道路である豊富町以北の区間の沿道には電柱が1本も無い。海の向こうに利尻富士を望むことができる。
その雄大なスケールが観光客に人気で、『絶景ドライブ100選』といったランキング上位で紹介、あるいは観光ロード誌等の表紙を飾ることがしばしばある。

### 路線データ
- 起点：北海道稚内市中央3丁目（国道40号交点）
- 終点：北海道天塩郡天塩町字川口（国道232号・北海道道551号円山天塩停車場線交点）
- 総延長：68.104 km[3]
- 実延長：68.072 km[3]
- 重用延長：0.032 km[3]
- 未舗装延長：0.179 km[3]

### 道路管理者
- 宗谷総合振興局 稚内建設管理部 事業課
- 留萌振興局 留萌建設管理部 遠別出張所

## 歴史
- 1976年（昭和51年）8月31日 - 909号として路線認定[4]。
- 1982年（昭和57年）10月29日 - 天塩河口大橋（橋長500m）が完成し、全線開通[5]。
- 1993年（平成5年）5月11日 - 建設省から、道道稚内天塩線が稚内天塩線として主要地方道に指定される[6]。
- 1994年（平成6年）10月1日 - 路線番号を106号に変更[7]。

稚内市中心部と同市ルエラン（現在は西浜4丁目）を丘陵越えで短絡する道路は、1965年（昭和40年）3月26日に坂の下稚内停車場線（道道485号）として認定された。抜海以南は1969年（昭和44年）6月18日、抜海天塩線（道道672号）として認定された。1976年（昭和51年）8月31日に両路線を廃止し、道道抜海港線（道道163号、現在は254号）の一部区間を含めて稚内天塩線（道道909号、現在は106号）となった。
抜海以南は北海道開発局による開発道路として建設工事が行われた。1969年（昭和44年）9月5日に開発道路として指定され、同年から着工するとともに、稚内駅から抜海までの改良を先に終えた。抜海から稚咲内までの海岸線沿いに道路が開削されたのは1970年代後半に入ってからで、天塩河口大橋の建設工事に着手したのは1973年（昭和48年）だった。天塩河口大橋を含む全線が開通したのは1982年（昭和57年）10月29日である。総工費は26億7千万円だった。全線開通後も当面は未舗装で推移し、1987年（昭和62年）に全線舗装が完了した。

## 路線状況
冬期閉鎖区間はないが、冬期間は地吹雪等で視界が悪くなることが多く、通行止め規制されることがしばしばある。一方で、常に強風が吹き続けている上に吹き溜まりが発生しにくいなだらかな地形が連続するため、防風フェンスのない区間でも路面の積雪は意外と少ない。
稚内市街から天塩町市街までの途中にある信号機は、サロベツ原生花園へ道路が分岐する稚咲内交差点に設置されている1カ所だけである。稚咲内交差点付近から北へ進むと、沿道にガードレールや除雪位置を示す矢印標識もなくなり、人工物はほぼ皆無である。

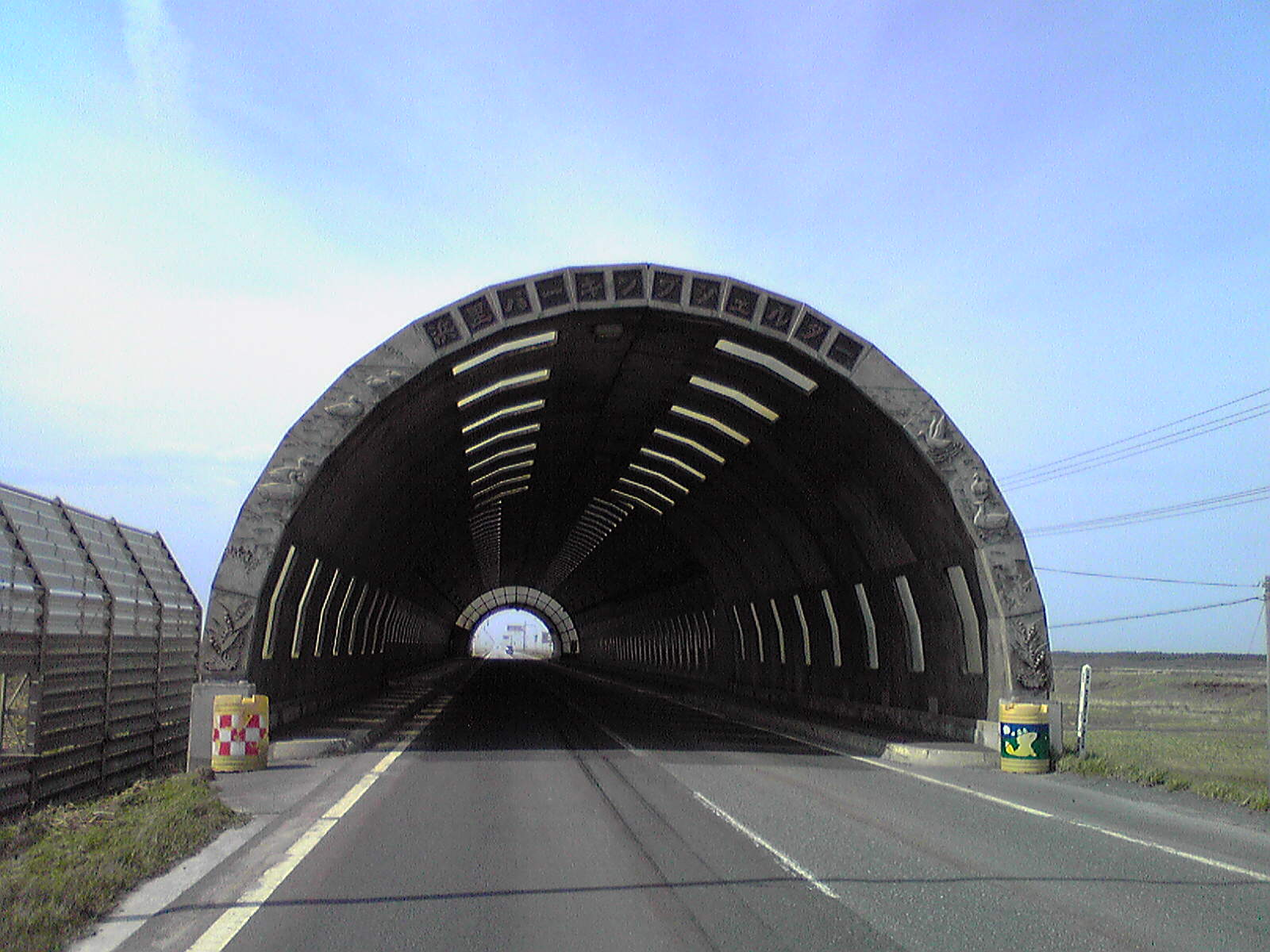
浜里パーキングシェルター

### 道路施設
幌延町浜里の北緯45度通過点モニュメント付近に浜里パーキングシェルターがある。吹雪などを避けるために設置されている。
- 浜里パーキングシェルター（幌延町字浜里）

#### 主な橋梁
- 天塩河口大橋（500 m、天塩川、天塩町字浜里 - 天塩町字川口）

#### 道の駅
- 道の駅わっかない（稚内市開運）
- 道の駅てしお（天塩町新開通）

## 地理
天候がよければ、ほとんどの場所から日本海越しに利尻山（利尻富士）を望める。途中の豊富町内で利尻礼文サロベツ国立公園の区域内で2万3000ヘクタールもの湿原地帯であるサロベツ原野のなかを、日本海の海岸線に沿って直進路が長距離にわたって伸びており、路線全体の約半分を占める。道路の中間地点付近にあたる天塩郡幌延町字浜里に、北緯45度モニュメントがある。
幌延町内ではオトンルイ風力発電所の風車群28基が3.1 kmにわたり道路に沿うように南北一直線に設置され、サロベツ原野駐車公園（トイレ設備有）は、風車群と利尻山のビューポイントとなっている。

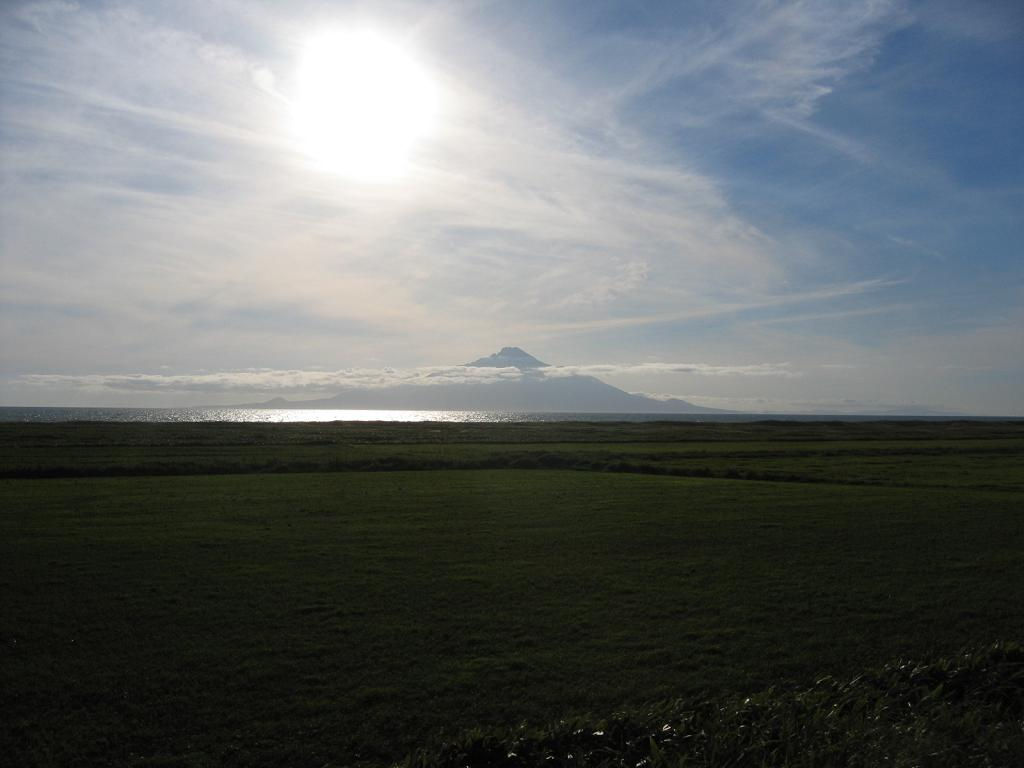
道道106号から見た利尻富士

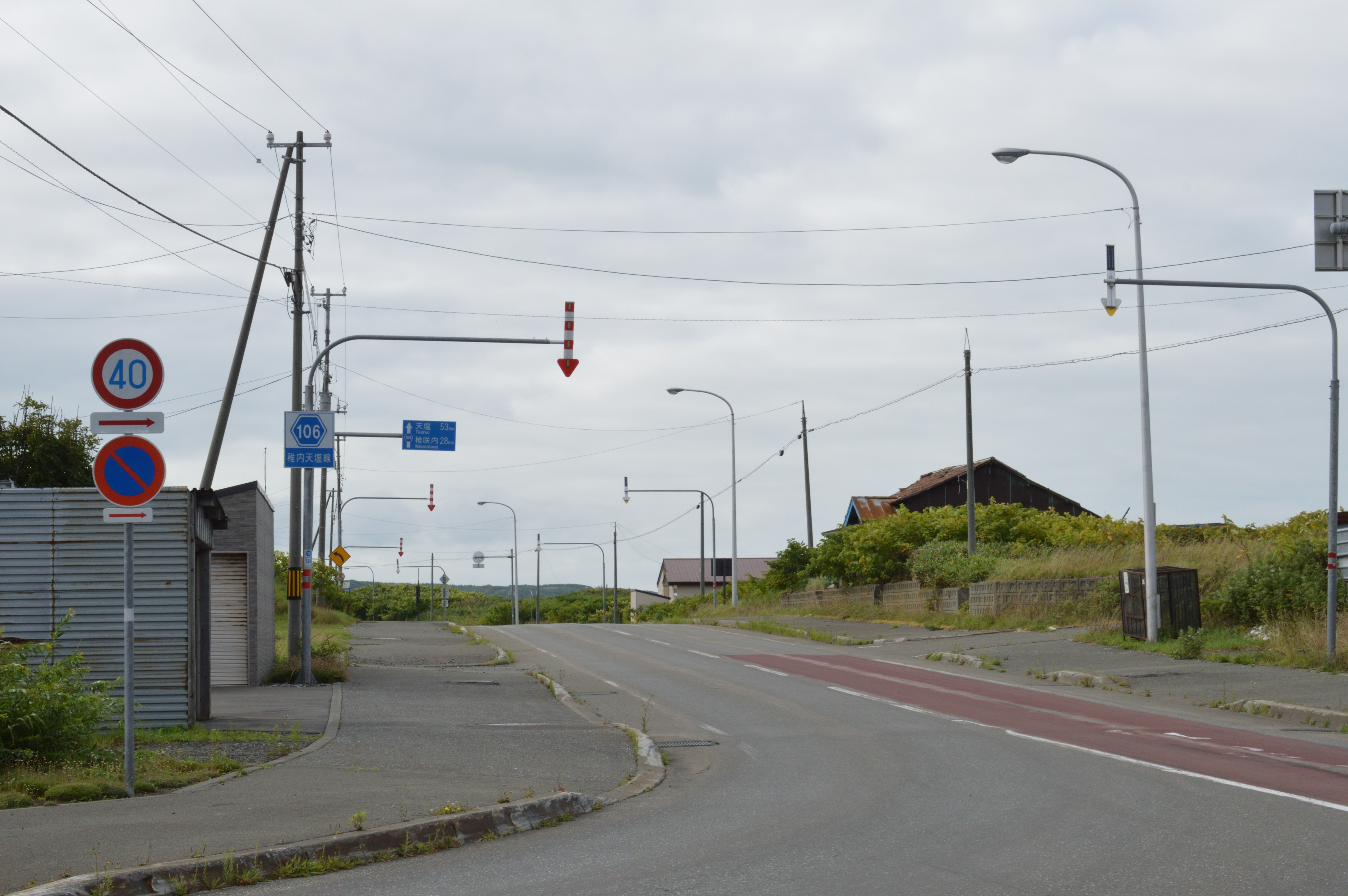
稚内市抜海村字バッカイ地内（道道254号合流点）。

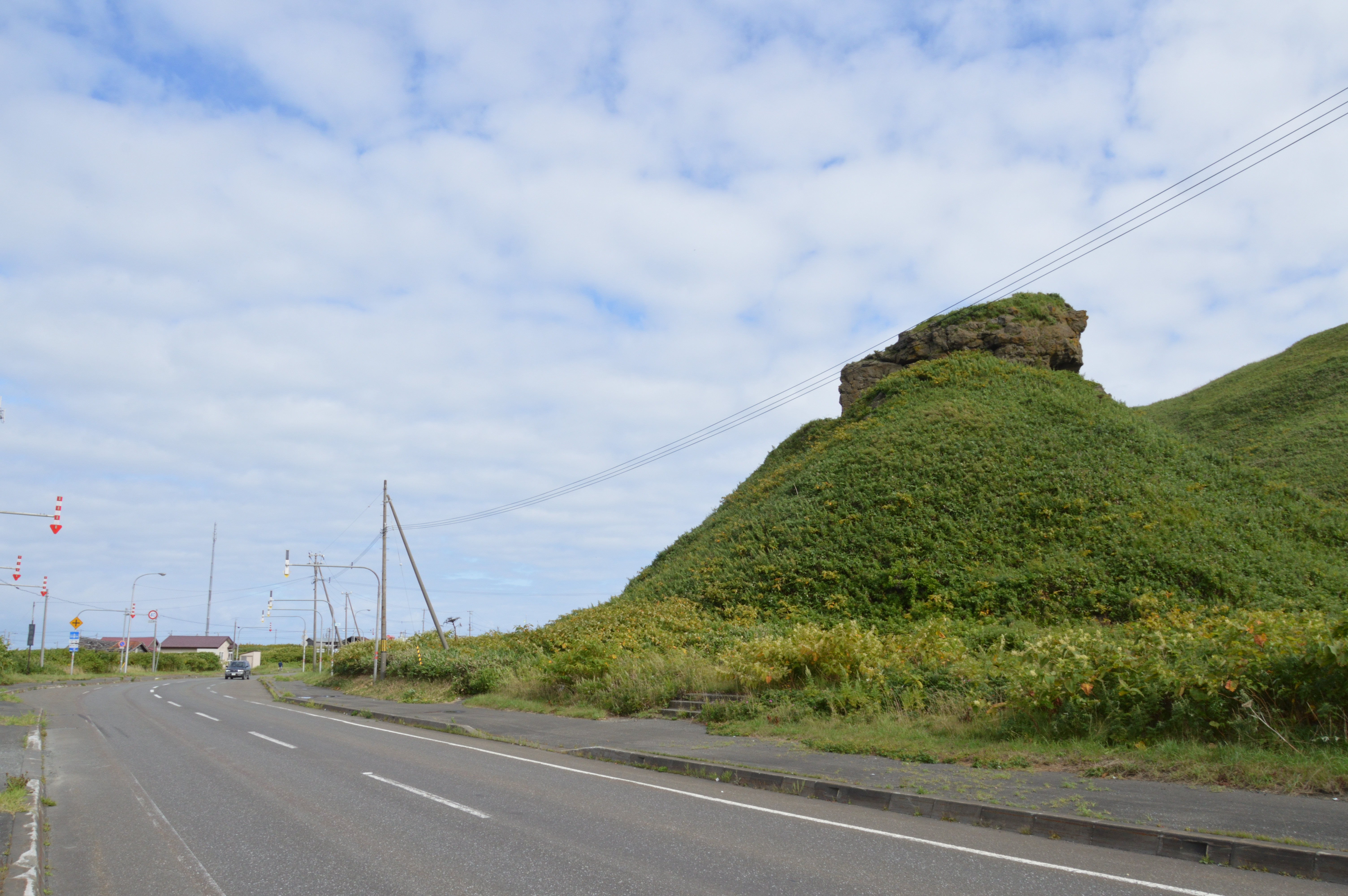
抜海岩（稚内市抜海村字バッカイ）

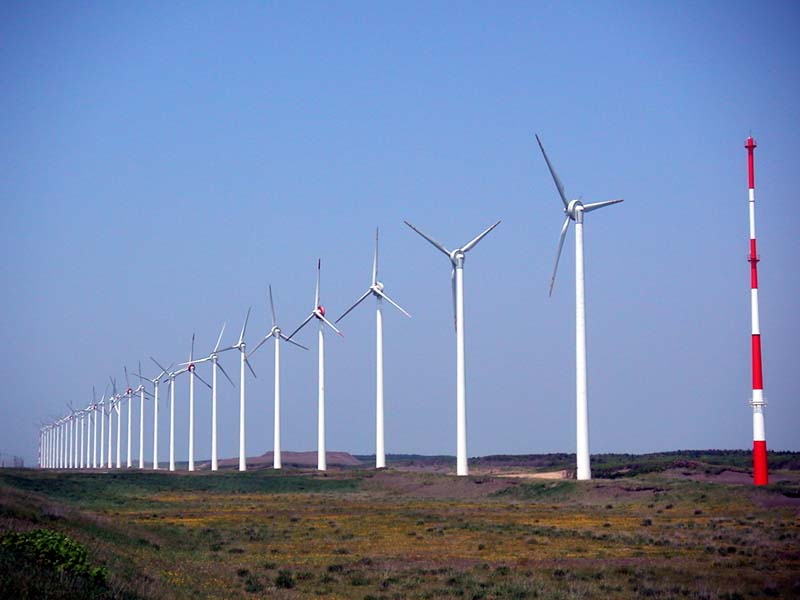
オトンルイ風力発電所（幌延町）

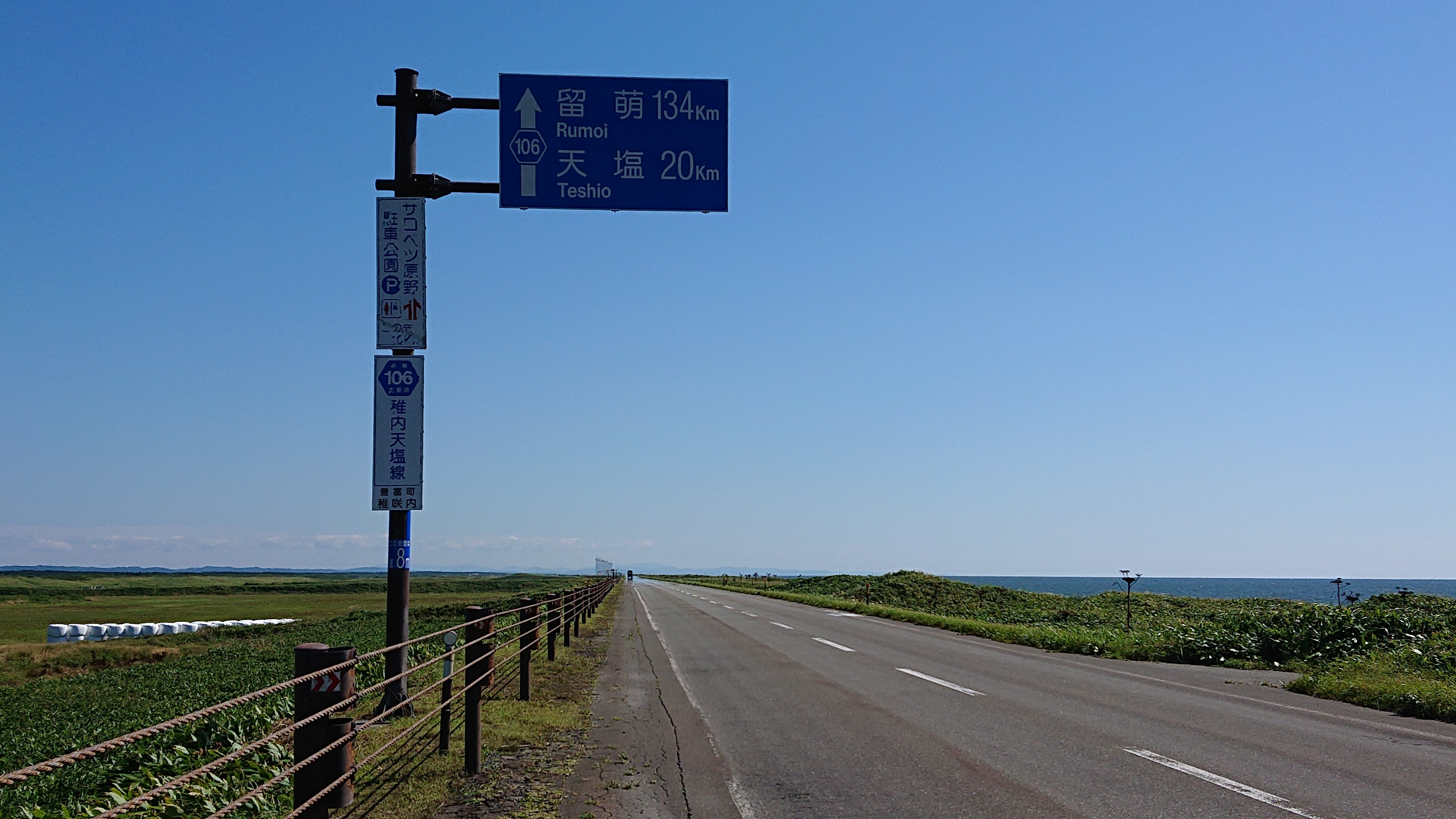
北海道道106号稚内天塩線（豊富町稚咲内）

### 通過する自治体
- 宗谷総合振興局
  - 稚内市
  - 天塩郡豊富町
  - 天塩郡幌延町
- 留萌振興局
  - 天塩郡天塩町

### 交差する道路
稚内市
- 国道40号（中央3丁目〈起点〉）

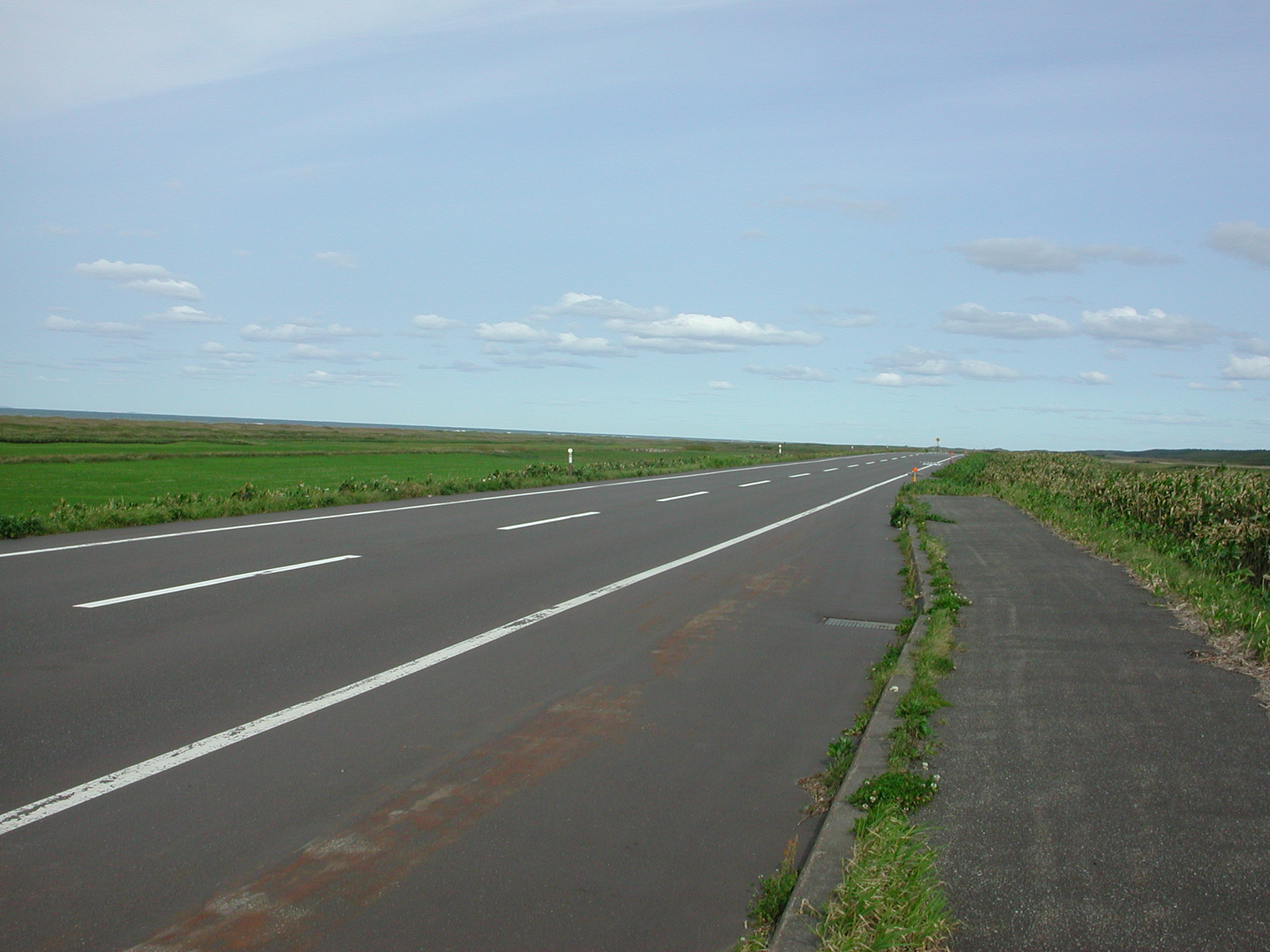
道道106号

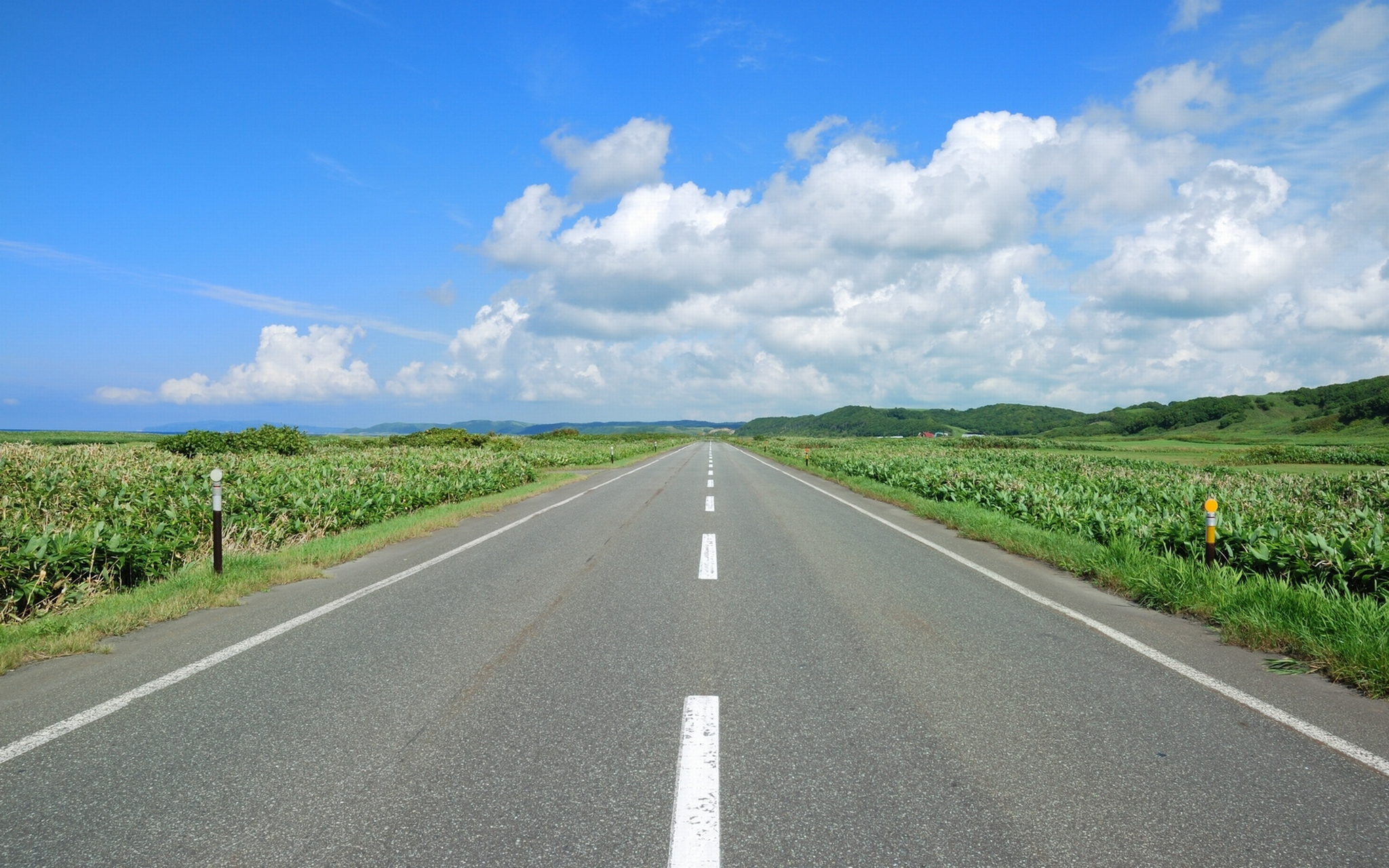
道道106号

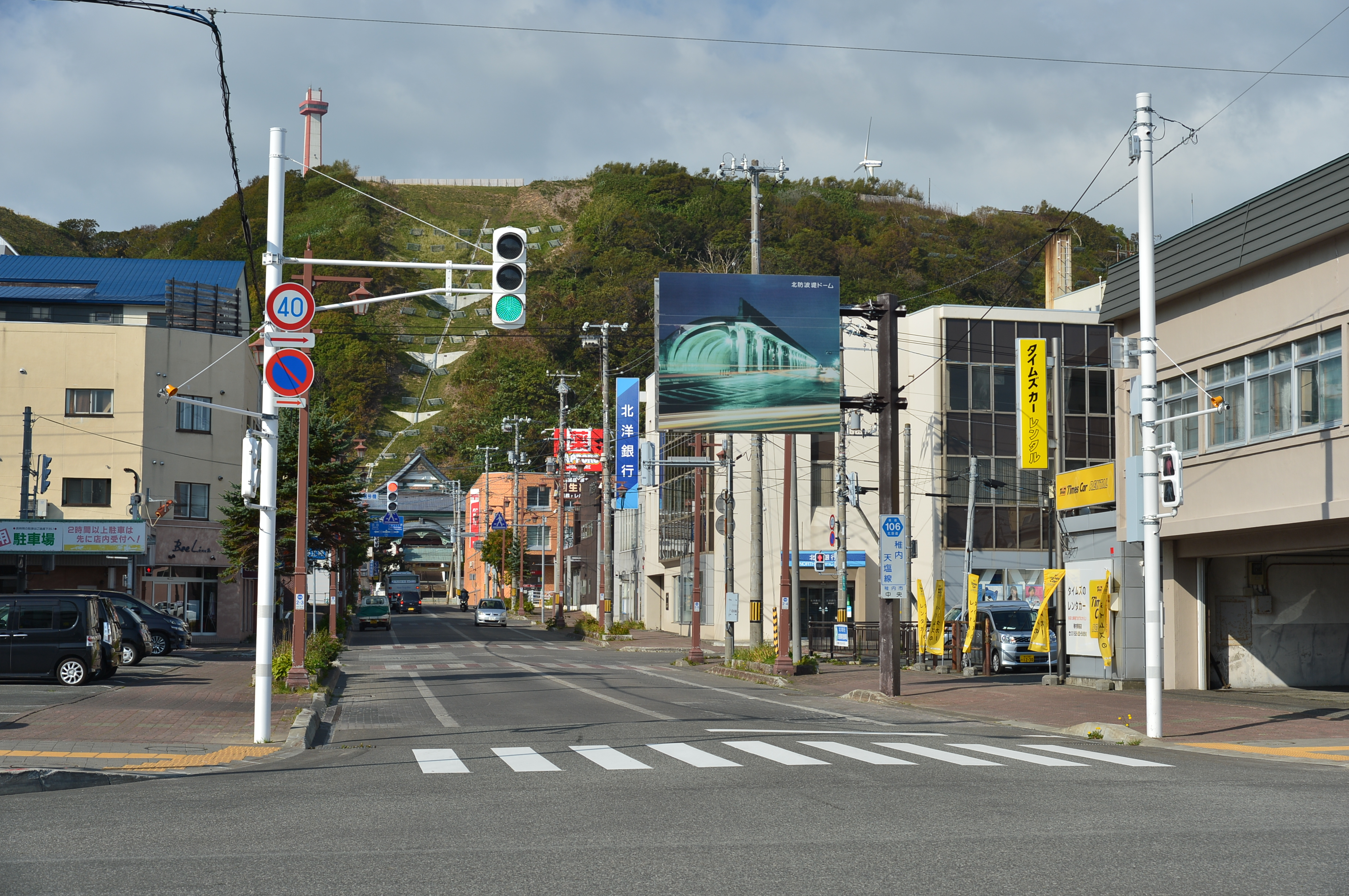
起点・稚内市中央のJR稚内駅前より（2016年10月）

- 北海道道254号抜海港線（中央2丁目）
- 北海道道254号抜海港線（西浜4丁目 - 大字抜海村字バッカイ、重複区間）
- 北海道道510号抜海兜沼停車場線（大字抜海村字クトネベツ）
- 北海道道811号勇知上勇知線（大字抜海村字浜勇知）

豊富町
- 北海道道444号稚咲内豊富停車場線（字稚咲内）

幌延町
- 北海道道972号浜里下沼線（字浜里）

天塩町
- 北海道道484号天塩港線（海岸通5丁目 - 海岸通3丁目、重複区間）
- 国道232号・北海道道551号円山天塩停車場線（字川口〈終点〉）

### 沿線にある施設など
- JR北海道 宗谷本線
  - 稚内駅
  - 南稚内駅
- 稚内郵便局
- 稚内市役所
- 稚内総合文化センター
- 市立稚内病院
- 稚内市立稚内南小学校
- オトンルイ風力発電所
- 天塩港